# Gerardus de Vries

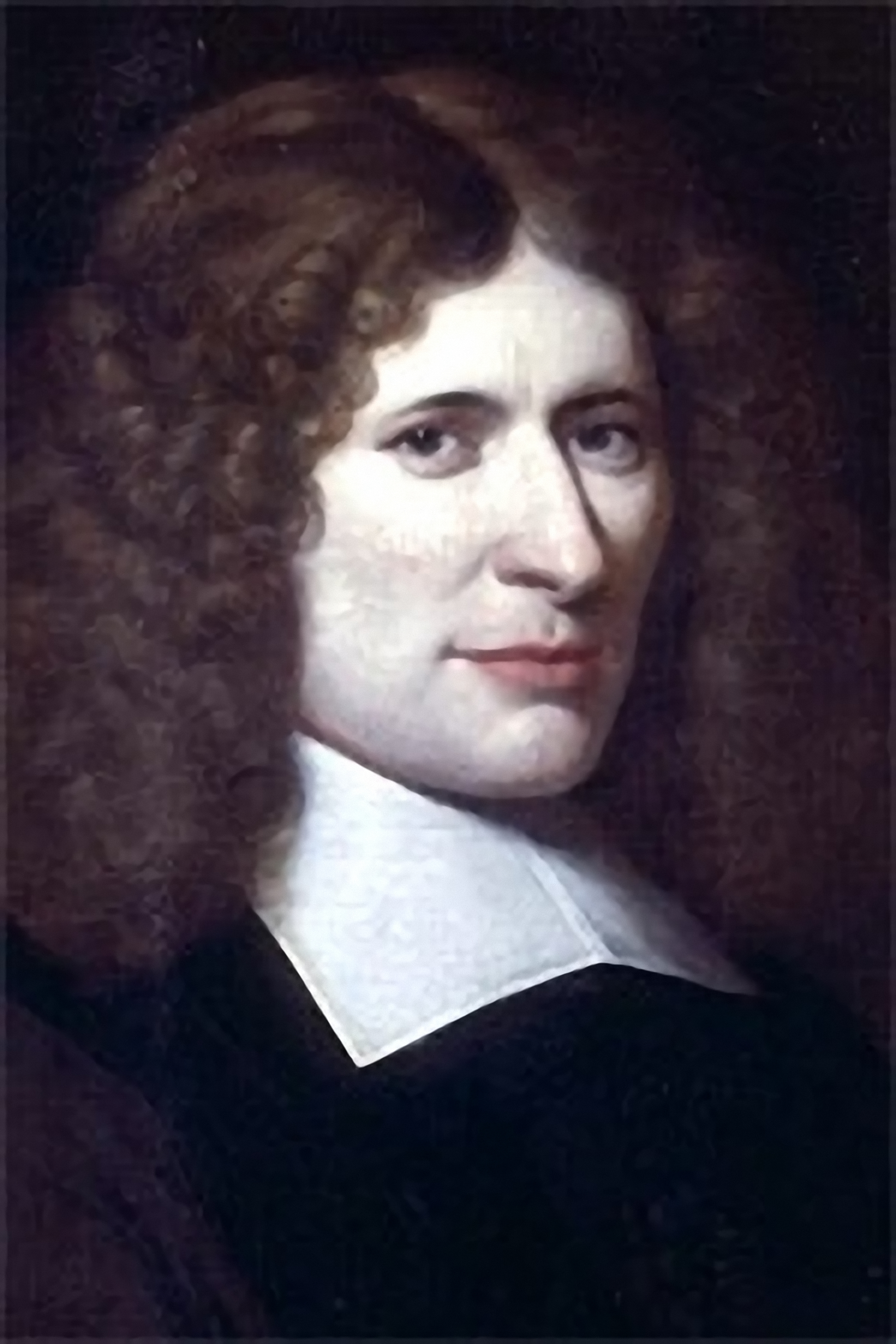
Gerardus de Vries

Gerardus de Vries (auch: Gerhard von Vries, Gerard de Vries; * 15. August 1648 in Utrecht; † 1. Dezember 1705 ebenda) war ein niederländischer Philosoph und reformierter Theologe.

## Leben
De Vries lässt sich 1659 als Schüler der Hieronymusschule in Utrecht in der Klasse Septanorum (9. Unterklasse) nachweisen. 1667 immatrikulierte er sich unter dem Rektorat von Johann Georg Graevius an der Universität Utrecht. Hier absolvierte er Studien an der philosophischen Fakultät und hörte Vorlesungen an der theologischen Fakultät bei Gisbert Voetius. Am 28. April 1671 setzte er seine philosophischen Studien an der Universität Leiden fort und erwarb sich dort am 28. Mai 1671 den akademischen Grad eines Magisters der Philosophie.
Bald darauf kehrte er nach Utrecht zurück, um als Dozent Privatvorlesungen zu halten. Die Ereignisse des Niederländisch-Französischen Krieges nötigten ihn, Utrecht zu verlassen. Er wechselte am 8. September 1673 abermals nach Leiden, wo er seine Vorlesungen fortsetzte und im Dezember desselben Jahres eine Anstellung am Staten-Collegium erhielt. Am 11. Mai 1674 wurde er zum Professor der Logik und Metaphysik an der Universität Utrecht berufen, welche Stelle er am 1. September 1674 mit der Rede Prologus de sectis philosophorum, inprimis hodiernis antrat. Als Aristoteliker vertrat er den Standpunkt, dass die Göttlichkeit der heiligen Schrift anders als durch die Vernunft bewiesen werden könnte.
Dies versuchte er auch seinen Schülern zu vermitteln, wurde aber gerade wegen dieser Überzeugung von anderen Gelehrten wie Frans Burman kritisch hinterfragt. Zudem wurde Vries am 4. März 1685 außerordentlicher Professor der Theologie. Als solcher etablierte er sich als methodisch konservativer, eklektischer Anhänger der näheren Reformation des Gisbert Voetius und als Gegner der cartesianischen Philosophie des René Descartes. Er verstarb unverheiratet und verfügte testamentarisch, dass er in aller Stille beigesetzt würde und ihm keine Leichenpredigt gehalten werden sollte. Als Utrechter Hochschullehrer beteiligte er sich auch an den organisatorischen Aufgaben der Akademie und war in den Jahren 1678/79 sowie 1692/93 Rektor der Alma Mater.
Der Historiker, Philosoph und Dichter Simon de Vries war sein Verwandter, möglicherweise sein Bruder.

## Werke (Auswahl)
- Exercitationes rationales de Deo, divinisque perfectionibus: accedunt ejusdem dissertationes de Infinito, Nullitate Spirituum, Homine automatico, contradictoriis Deo possibilibus sensuum en philosophando usu, Cogitatione ipsa mente, Operationibus brutorum, in quibus passim quae de hisce philosophatur Cartesius, cum rectae ravionis dictamine conferuntur. Utrecht 1685, 1695.
- Diatribe singularis gemina, altera de Cogitatione ipsa mentis, altera de Ideis rerum innatis.
- De natura Dei et humanae mentis determinationes Pneumatologicae. Accedunt de cathoticis rerum attributis determinationes ontologicae. Utrecht 1687.
- Dissertatio gemina, altera de Lumine, altera de Lunicola. Utrecht 1688.
- Dissertatiuncula Historico-Philosophica de Renati Cartesii medi ationibus a Petro Gassendo impugnatis. Utrecht 1691.